# Louis de Bade (1865-1888)
Louis Charles Frédéric Guillaume de Bade (en allemand : Ludwig Wilhelm Karl Friedrich Berthold von Baden), prince grand-ducal, margrave de Bade, duc de Zähringen, né le 12 juin 1865 à Baden-Baden et mort le 23 février 1888 à Fribourg-en-Brisgau, est un prince de la maison de Bade.

## Biographie
Louis est le second fils du grand-duc Frédéric Ier de Bade (1826-1907) et de la grande-duchesse née Louise de Prusse (1838-1923).
Le prince est le petit-fils de l'empereur allemand Guillaume Ier et de l'impératrice, née Augusta de Saxe-Weimar-Eisenach. Il naît trois semaines avant la mort de sa grand-mère, Sophie de Suède. 
En 1881, sa sœur Victoria épouse le prince royal de Suède, union dynastique qui réconcilie les Zähringen et les Bernadotte tandis que son cousin germain, le futur Guillaume II d'Allemagne, épouse la princesse Augusta-Victoria d'Augustenbourg. Le grand-duc héritier de Bade épouse en 1885 la princesse Hilda de Nassau mais le couple n'aura pas d'enfant et le prince Louis conserve sa deuxième place dans la lignée successorale.
Comme son frère aîné et son cousin Maximilien de Bade (futur chancelier d'Empire), il étudie à l'université de Heidelberg où il devient membre de corps d'étudiants, le Corps Suevia Heidelberg et la Verbindung Rupertia (de). 

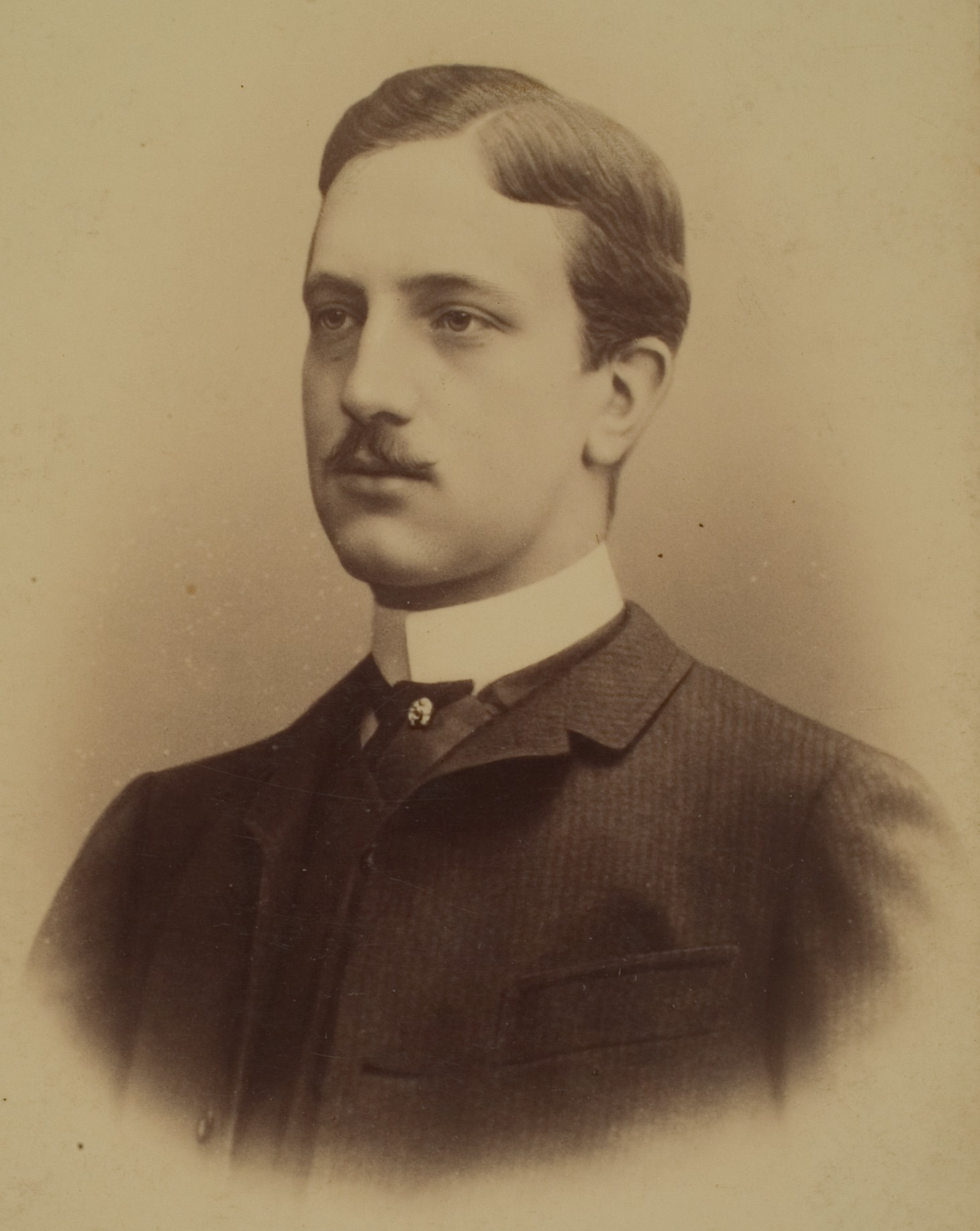
Louis de Bade.

À l'été 1887, le prince entre au Parlement badois en qualité de membre de la Maison grand-ducale. Il demeure dans son château de Fribourg-en-Brisgau où il meurt, célibataire et sans descendance, le 23 février 1888 à l'âge de 22 ans.
La version officielle donnera pour cause du décès une maladie pulmonaire mais des voix discordantes prétendront que le jeune prince est mort des suites d'un duel.